# Cicloide

A vermelho uma ciclóide gerada por um círculo em movimento

Chama-se cicloide a curva definida por um ponto de uma circunferência que rola sem deslizar sobre uma reta. 
Uma cicloide invertida é a solução para o problema da braquistócrona. 

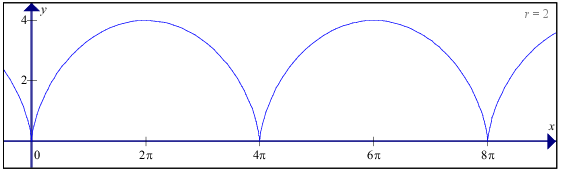
Desenho de uma ciclóide gerada por um circunferência de raio r=2

Um cicloide iniciado na origem de um sistema de eixos, criado por uma circunferência de raio r, consiste nos pontos (x,y) com
{\displaystyle x=r(t-\,\mathrm {sen} \,t)}
{\displaystyle y=r(1-\cos t)}
em que t é um parâmetro real, e corresponde ao centro do círculo que rola.
Se visto como uma função y(x), é diferenciável em toda a sua extensão excepto no ponto em que atinge o eixo do x; a inclinação nesse ponto corresponde a infinito. Satisfaz a equação diferencial:
{\displaystyle \left({\frac {dy}{dx}}\right)^{2}={\frac {2r-y}{y}}}

## Histórico
Antes da curva ser conhecida propriamente como cicloide, ela começou a ser estudada por Nicholas Cusa(1471 – 1464) e pelo teólogo matemático francês, Charles Bouvalles (1471 – 1553). O estudo de ambos não tratava da Cicloide em si, mas de algo muito similar a ela: a quadratura da circunferência. Em 1564, nasce o italiano Galileu Galilei, cientista, artista, com uma genialidade eminente. Como a história diz, Galileu um dia estava na janela, apenas observando o ambiente, quando começou a reparar no movimento da roda de uma charrete que passava. Interessado em descobrir que curva gerada por esse movimento, Galileu utilizou, primeiramente, chapas metálicas para demonstrá-la. Sem muito sucesso, Galileu sugeriu que a curva poderia formar um belo arco de uma ponte. Ele também concluiu que a área do arco da cicloide é exatamente três vezes a área do círculo que a gera. De fato, ele estava correto, o que foi demonstrado, posteriormente, por Roberval. Portanto, cabe a Galileu o batismo da curva. 

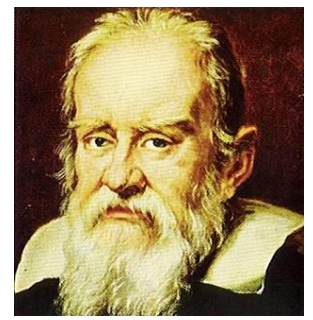
Galileu Galilei

A “Helena da matemática” e o “Pomo da discórdia” foram nomes que representaram a Curva Cicloide no século XVI, tamanha era a discussão que ela gerou na época. O frade Marin Mersenne (1588 – 1688), que estudou com René Descartes, é conhecido pela sua famosa fórmula “primos de Mersenne”, também participou dessa história. Por intermédio de um colega da igreja em que trabalhou, conheceu os trabalhos de Galileu e em 1630 propôs um desafio para Descartes, Fermat, Roberval e outros matemáticos da época: sugeriu que a cicloide fosse a curva utilizada para os diferentes testes infinitesimais , gerando assim discussões sobre a curva.
Em 1658, Blaise Pascal, sentiu uma dor de dente fortíssima e não conseguia dormir por isso. Ao meio da dor, resolveu se distrair estudando a Curva Cicloide, e para seu espanto, a dor desapareceu. Tomou isso como um sinal de Deus, mostrando que estudar a matemática não lhe desagradava. Pascal, então, propôs alguns problemas sobre a resolução da Cicloide, propondo premiações aos participantes, o que acabou não acontecendo.  
Após esse período, a Cicloide só voltou a ser discutida quando apareceram os problemas da Tautócrona e da Braquistócrona. 

## Parametrização da curva cicloide

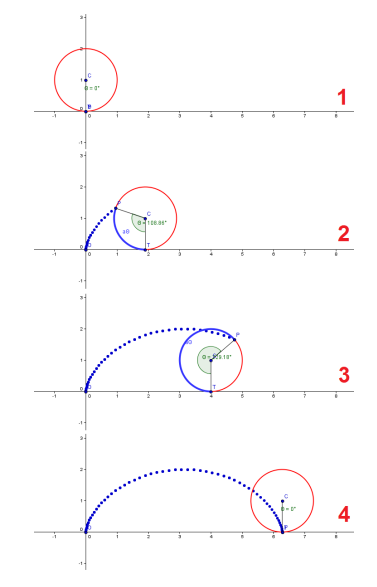
Figura 1 - Movimento da cicloide

A parametrização será feita pela decomposição de vetores. Para isso, será utilizado o Software Geogebra© como ferramenta de apoio para verificar o movimento da Cicloide com maior clareza. 
O parâmetro é {\displaystyle \theta }variando entre {\displaystyle 0\leq \theta \leq 2\pi ,} e a o raio da circunferência. Olhando para o “Passo 2” da Figura 1, os vetores estão indicados:
Iremos escrever o vetor {\displaystyle {\vec {OP}}}como:
{\displaystyle {\vec {OP}}={\vec {OC}}+{\vec {CP}}}
Ao observar a Figura 2, verificamos que quando a circunferência gira um certo ângulo {\displaystyle \theta ,} o comprimento do segmento OT é igual ao arco {\displaystyle {\widehat {PT}},} que nada mais é do que {\displaystyle a\theta ,} isto é:
{\displaystyle \left\vert OT\right\vert =Arco{\widehat {PT}}=a\theta }
Portanto, os vetores {\displaystyle {\vec {OC}}} e {\displaystyle {\vec {CP}}}são:
{\displaystyle {\vec {OC}}}= {\displaystyle {\vec {OT}}}+ {\displaystyle {\vec {TC}}}
{\displaystyle {\vec {OC}}={\bigl (}a\theta ,0{\bigr )}+{\bigl (}0,a{\bigr )}}
{\displaystyle {\vec {OC}}={\bigl (}a\theta ,a)} (l)
Logo, {\displaystyle {\vec {CP}}}é:
{\displaystyle {\vec {CP}}=(asen\theta ,-acos\theta )} (ll)
De (I) e (II), temos que:
{\displaystyle {\vec {OP}}=a(\theta -sen\theta ,1-cos\theta )}

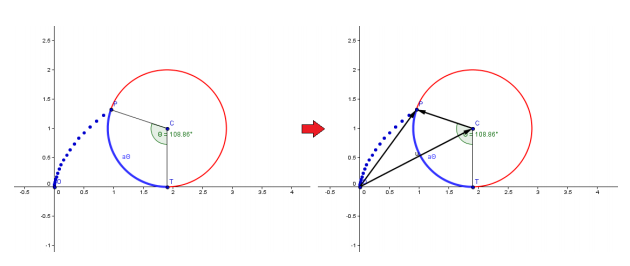
Figura 2 - Vetores

Ao final, as equações paramétricas da Cicloide são:
{\displaystyle x(\theta )=a(\theta -sen\theta )}
{\displaystyle y(\theta )=a(1-cos\theta )}

## Construções da cicloide e de suas retas tangente e normal

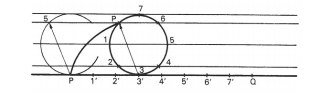
Figura 3 - O ponto P gerando a curva cicloide

A construção da cicloide será feita por pontos, pois se trata de uma curva não construível com régua e compasso. Para se compreender tal construção, imagine que ao longo do período em que a circunferência geradora completa uma volta, sejam registrados flashes do seu movimento em diferentes intervalos de tempo, identificando algumas posições do ponto P gerador. Nas figuras seguintes, o comprimento do segmento {\displaystyle {\vec {PQ}}} é igual ao comprimento da circunferência geradora. Além disso, tanto {\displaystyle {\vec {PQ}}} quanto a circunferência estão divididos em oito partes iguais.

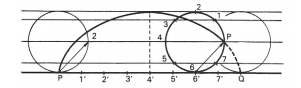
Figura 4 - O ponto P gerando a curva cicloide

Com raio P7 (ou P1) e centros em 1’ e 7’, traça-se arcos que determinam em s1 dois pontos da cicloide. Com raio P6 (ou P2) e centros em 2’ e 6’, traça-se arcos que determinam em s2 mais dois pontos. Com raio P5 (ou P3) e centros em 3’ e 5’, traça-se arcos que determinam em s3 mais dois pontos.

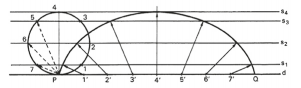
Figura 5 - A curva cicloide

Por fim, determina-se em s4 mais um ponto da cicloide, traçando-se por 4’ uma perpendicular a diretriz. Unindo-se de modo conveniente os pontos determinados obtém-se a cicloide.
Agora, passaremos à construção da tangente e da normal a uma cicloide por um ponto S. Por S traça-se uma paralela à diretriz determinando o ponto S′ em C. Seja T o ponto de tangência de C com a diretriz. Traça-se por S a reta n paralela à reta S′T. Por S traça-se a reta t perpendicular a n . As retas t e n são, respectivamente, a tangente e a normal à cicloide no ponto S.

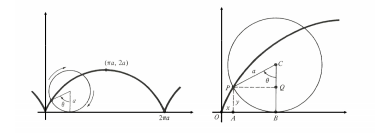
Figura 6 - Retas normal e tangente

## Encurtada
o ponto da curva estiver dentro da circunferência, a curva descrita será uma epicicloide encurtada. 

## Alongada
Se o ponto da curva estiver fora da circunferência, a curva descrita será uma epicicloide alongada.